# Захаров (Котельниковский район)
Захаров — хутор в Котельниковском районе Волгоградской области. Административный центр Захаровского сельского поселения.
Население - 489 (2010)

## История
Дата основания не установлена. Хутор относился к юрту станицы Верхне-Курмоярской Второго Донского округа Области войска Донского.
Согласно Списку населённых мест Земли Войска Донского по сведениям за 1859 год в хуторе имелось 24 дворов, всего проживало 154 души мужского и 145 женского пола. В 1873 году в хуторе имелось 30 дворов, проживало 88 душ мужского и 108 женского пола.
Согласно данным первой Всероссийской переписи населения 1897 года в хуторе проживало 145 душ мужского и 164 женского пола.  Согласно алфавитному списку населенных мест Области войска Донского 1915 года в хуторе имелось 53 двора, проживало 179 душ мужского и 209 женского пола, имелись хуторское правление, школа
В 1920 году, как и другие населённые пункты Второго Донского округа, включён в состав Царицынской губернии. В 1928 году включён в состав Котельниковского района Нижне-Волжского края (с 1934 года - Сталинградского края, с 1936 года - Сталинградской области). Хутор входил в состав Похлебинского сельсовета (центр - хутор Похлебин). В 1953 году центр сельсовета был перенесён в хутор Захаров, сельсовет был переименован в Захаровский.

## Физико-географическая характеристика
До строительства Цимлянского водохранилища хутор располагался на левом берегу реки Аксай Курмоярский, чуть ниже современного места. В настоящее время хутор расположен на правом берегу Аксая в пределах западной покатости Ергенинской возвышенности, относящейся к Восточно-Европейской равнине, Скифской тектонической плите, на высоте около 50 метров над уровнем моря. Рельеф местности холмисто-равнинный, развита овражно-балочная сеть. Почвенный покров комплексный: распространены каштановые солонцеватые и солончаковые почвы и солонцы (автоморфные).
По автомобильным дорогам расстояние до областного центра города Волгограда (до центра города) составляет 210 км, до районного центра города Котельниково - 8 км (до центра города). 
Климат
Климат континентальный, засушливый, с жарким летом и относительно холодной и малоснежной зимой (согласно классификации климатов Кёппена - Dfa). Среднегодовая температура воздуха положительная и составляет + 9,0 °C. Средняя температура самого холодного января -5,9 °С, самого жаркого месяца июля +23,9 °С. Расчётная многолетняя норма осадков - 386 мм. В течение года количество осадков распределено относительно равномерно: наименьшее количество осадков выпадает в марте и октябре (по 25 мм), наибольшее количество - в июне (41 мм) и декабре (40 мм).
Часовой пояс
Захаров, как и вся Волгоградская область, находится в часовой зоне МСК (московское время). Смещение применяемого времени относительно UTC составляет +3:00.

## Население
| 2002 |
| ---- |
| 523  |

| 1859 | 1873 | 1897 | 1915 | 2010 |
| ---- | ---- | ---- | ---- | ---- |
| 299  | ↘196 | ↗309 | ↗388 | ↗489 |